# Chlorita glaucescens
Chlorita glaucescens är en insektsart som beskrevs av Vilbaste 1980. Chlorita glaucescens ingår i släktet Chlorita och familjen dvärgstritar. Inga underarter finns listade i Catalogue of Life.